# Leo Palin
Leo Palin (Helsinki, 20 ottobre 1956) è un ex tennista finlandese.

## Carriera
In carriera ha vinto un titolo di doppio, l'ATP Cleveland nel 1985, in coppia con il connazionale Olli Rahnasto. Nei tornei del Grande Slam ha ottenuto il suo miglior risultato raggiungendo i quarti di finale di doppio all'Open di Francia nel 1982, in coppia con il sudafricano Eddie Edwards.
In Coppa Davis ha disputato un totale di 38 partite, collezionando 20 vittorie e 18 sconfitte.

## Statistiche

### Singolare

#### Finali perse (1)
| Numero | Anno             | Torneo            | Superficie | Avversario in finale | Punteggio     |
| 1.     | 20 dicembre 1981 | Sofia Open, Sofia | Sintetico  | Rick Meyer           | 4-6, 6-7, 6-7 |

### Doppio

#### Vittorie (1)
| Numero | Anno           | Torneo                   | Superficie | Compagno      | Avversari in finale        | Punteggio     |
| 1.     | 18 agosto 1985 | ATP Cleveland, Cleveland | Cemento    | Olli Rahnasto | Hank Pfister Ben Testerman | 6-3, 6-7, 7-6 |

### Doppio

#### Finali perse (1)
| Numero | Anno         | Torneo            | Superficie  | Compagno        | Avversari in finale       | Punteggio     |
| 1.     | 2 marzo 1980 | Lagos Open, Lagos | Terra rossa | Kjell Johansson | Tony Graham Bruce Nichols | 3-6, 6-0, 3-6 |